# Nikomedes 4. af Bithynien
Nikomedes 4. Filopator (? – 74 f.Kr.) var konge af Bithynien 94 f.Kr. til 74 f.Kr.
Nikomedes 4. var søn af kong Nikomedes 3. Euergetes, som han efterfulgte som konge af Bithynien. Han testamenterede sit kongerige til Rom.